# Athripsodes
Athripsodes – owad, chruścik z rodziny Leptoceridae. Larwy prowadzą wodny tryb życia,  budują przenośne domki z piasku. Występują w rzekach (Athripsodes albifrons, Athripsodes bilineatus) oraz wodach stojących (Athripsodes aterrimus).
Gatunki występujące w Polsce:
- Athripsodes albifrons (Linnaeus, 1758)
- Athripsodes aterrimus (Stephens, 1836)
- Athripsodes bilineatus (Linnaeus, 1758)
- Athripsodes cinereus (Curtis, 1834)
- Athripsodes commutatus (Rostock, 1873)